# فراری ۲۱۲ اینتر
فراری ۲۱۲ اینتر (Ferrari 212 Inter) خودرویی است که در سال‌های ۱۹۵۱–۱۹۵۲۸۲ producedتولید شده‌است.
این خودرو در کلاس خودرو اسپورت قرار گرفته، طراحی آن خودروهای موتور جلو-محور عقب بوده است.